# Heinrich Bellermann
Godofred Enric Bellermann (Berlín, 10 de març de 1832 – Potsdam, 10 d'abril de 1903) fou un compositor, musicòleg i escriptor alemany.
Fill de Joan Frederic (musicògraf). Fou duran molts anys professor de música de la universitat de Berlín, on tingué entre altres alumnes a Feliks Władysław Starczewski,
Martin Grabert o en Johannes Wolf, es dedicà principalment a l'estudi de l'art de l'edat mitjana. A més de gran nombre de salms, oratoris i motets, escriví la música d'algunes tragèdies de Sòfocles.
Com a musicòleg se'l hi deuen: 
- Die mensuralnoten und Taktzeichen (Berlín, 1858);
- Dér Kontrapunkt (1862);
- Ueber die Entwickelung dér mehrstimmingen Musik (1867);
- Die Grösse dér musikalischen Intervalle (1873).[2]